# Mao Asada
Mao Asada (浅田 真央?, Asada Mao; Nagoya, 25 settembre 1990) è un'ex pattinatrice artistica su ghiaccio giapponese.
Vincitrice della medaglia d'argento alle Olimpiadi di Vancouver del 2010, campionessa mondiale nel 2008, nel 2010 e nel 2014, vincitrice del Quattro Continenti nel 2008, nel 2010 e nel 2013, quattro volte vincitrice della finale del Grand Prix, campionessa mondiale juniores nel 2005, vincitrice della Finale Grand Prix ISU juniores della stagione 2004-2005 e cinque volte campionessa nazionale giapponese, ai Giochi Olimpici del 2010 è inoltre divenuta la prima donna ad eseguire tre tripli axel nella stessa competizione.

## Biografia

### Gli esordi
Mao Asada ha studiato danza classica dai tre ai nove anni di età, ma quando aveva cinque anni, insieme a sua sorella maggiore Mai, ha iniziato anche a pattinare.

### Carriera sportiva
Mao ha vinto i campionati nazionali giapponesi nella categoria Novice nella stagione 2002-2003, guadagnandosi in questo modo l'invito a partecipare ai campionati giapponesi juniores, dove si è classificata quarta. Nella stessa stagione ha partecipato anche ai campionati nazionali giapponesi nella categoria Senior, piazzandosi settima.
Nella stagione 2003-2004 ha riconfermato il primo posto ai campionati nazionali Novice e il quarto a quelli juniores. Ha ottenuto invece un ottavo posto ai campionati nazionali Senior. Nel 2003 ha partecipato anche all'Helena Pajovic Cup e l'anno successivo al Trofeo Mladost, sue prime competizioni internazionali, vincendo in entrambi gli eventi.

### Stagione 2004-2005
Nella stagione 2004-2005 Mao Asada ha raggiunto l'età minima per competere a livello internazionale nella categoria Junior ed ha quindi gareggiato nello Junior Grand Prix. La Asada ha vinto entrambi gli eventi ai quali era stata convocata e poi anche la finale, posizionandosi davanti alla sudcoreana Yu-Na Kim. Ha poi vinto anche i campionati nazionali juniores,. Con questa vittoria, Mao si è qualificata per far parte della squadra giapponese ai mondiali juniores del 2005, dove ha poi vinto la medaglia d'oro.
I risultati delle competizioni nella categoria Junior hanno garantito a Mao la convocazione ai campionati nazionali nella categoria Senior, dove la pattinatrice ha vinto la medaglia d'argento. Non ha però potuto partecipare ai mondiali del 2005 in quanto troppo giovane.

### Stagione 2005-2006
Nella stagione 2005-2006 la Asada è passata alla categoria Senior ed ha partecipato al Grand Prix 2005-2006. La sua prima tappa in tale competizione è stata la Cup of China del 2005, dove ha vinto l'argento dopo essersi classificata seconda nel programma corto e terza nel libero e concludendo quindi la gara a tre punti di distacco dalla campionessa olimpica Shizuka Arakawa. Il suo secondo evento è stato il Trophée Eric Bompard, dove a seguito del piazzamento in prima posizione sia nel corto che nel libero ha ottenuto la medaglia d'oro, con un margine di 7 punti da Sasha Cohen. Questi risultati le hanno permesso di qualificarsi alla finale, che ha vinto con 189,62 punti e superando di 12 punti Irina Sluckaja, atleta vincitrice del bronzo alle Olimpiadi di Torino del 2006.
Ai campionati nazionali giapponesi del 2006 ha ottenuto il secondo posto dietro Fumie Suguri. Essendo ancora troppo giovane, non ha potuto partecipare ai Giochi Olimpici. Pur competendo già a livello Senior, è stata invitata a partecipare ai campionati mondiali juniores, dove si è classificata seconda con 24,19 punti di distacco dalla vincitrice Yu-Na Kim ed un vantaggio di 18,21 punti dal terzo posto di Christine Zukowski. In questa competizione, la Asada è però divenuta la prima donna ad eseguire un triplo axel nel programma corto ad una competizione ISU.

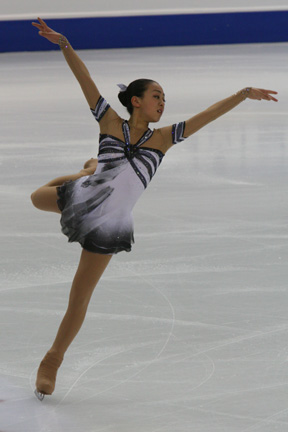
Mao Asada durante il programma libero della finale del Grand Prix del 2007

### Stagione 2006-2007
Nella stagione 2006-2007 il primo evento del Grand Prix a cui ha partecipato la Asada è stato Skate America 2006, dove ha vinto la medaglia di bronzo, mentre l'oro è andato a Miki Andō e l'argento a Kimmie Meissner. Mao era infatti prima nel programma corto, ma è poi arrivata solo quarta nel libero, con 171,23 punti. Il secondo evento è stato invece l'NHK Trophy del 2006, che Mao Asada ha vinto con 199,52 punti, segnando un nuovo record per il punteggio totale nelle competizioni ISU femminili. Nella finale del Grand Prix del 2007 a San Pietroburgo invece, l'atleta giapponese si è classificata prima al termine del programma corto ma solo quarta nel libero, ottenendo quindi la seconda posizione e cedendo il titolo alla rivale sudcoreana Yu-Na Kim.
Ai campionati nazionali giapponesi del 2007, Mao Asada ha ottenuto l'oro con 26,11 punti di distacco dalla seconda classificata Miki Andō. Ai campionati mondiali di Tokyo invece, dopo aver ottenuto un quinto posto nel programma corto, la Asada ha segnato un nuovo record ISU nel punteggio del libero posizionandosi prima nella seconda parte della gara e riuscendo quindi a guadagnare la medaglia d'argento nella competizione, con un totale di 194,95 punti.

### Stagione 2007-2008

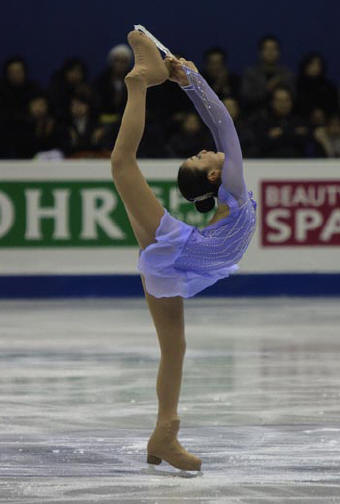
Mao Asada esegue una trottola Biellman nel suo programma corto durante la finale del Grand prix 2008.

Nella stagione 2007-2008 il suo primo evento del Grand Prix è stato Skate Canada 2007, che ha vinto dopo essersi classificata rispettivamente terza e prima nel programma corto e nel libero. Ha poi ottenuto la medaglia d'oro anche al Trophée Eric Bompard 2007, suo secondo evento del Grand Prix, ripetendo il risultato già ottenuto due anni prima in questa stessa competizione e qualificandosi per la finale del Grand Prix 2007-2008, disputata a Torino. In tale occasione la Asada ha ottenuto 59,04 punti nel programma corto, piazzandosi solo sesta a causa di un errore nella partenza di un salto. Si è però classificata prima nel programma libero con 132,55 punti ed ha quindi conquistato il secondo gradino del podio con un punteggio totale di 191,50, dietro la vincitrice dell'oro Yu-Na Kim e prima della terza classificata Carolina Kostner.
La Asada ha poi vinto i campionati nazionali giapponesi del 2008 con 205,33 punti, riuscendo a superare la campionessa del mondo in carica Miki Andō con un margine di 1,15 punti e venendo convocata sia per i campionati mondiali che per il Quattro continenti del 2008, evento al quale ha preso parte per la prima volta proprio in questa occasione riuscendo peraltro a vincere in entrambe le sezioni della gara ed a conquistare la medaglia d'oro con 13,71 punti di distacco da Joannie Rochette. Avendo lasciato il suo allenatore poco tempo prima della competizione, Mao Asada ha partecipato sia al Quattro continenti che, in seguito, al mondiale, senza essere seguita ed accompagnata da un coach ma semplicemente da un delegato della federazione giapponese.
Il 20 marzo 2008, ai mondiali di Göteborg in Svezia, la Asada ha concluso in seconda posizione sia il corto che il libero, ottenendo però un totale di 185,56 che le è valso il titolo iridato a soli 0,88 punti di distacco dalla vincitrice dell'argento Carolina Kostner. Mao era infatti seconda con solo 18 decimi di distanza dalla Kostner al termine del corto ed è caduta all'inizio del libero sul triplo axel ricevendo di conseguenza 1,00 punto di deduzione ed un punteggio di 121,46, che le ha comunque permesso di vincere la competizione. La sudcoreana Yu-Na Kim ha invece vinto il bronzo e la campionessa uscente Miki Andō è stata costretta a ritirarsi dalla competizione nel mezzo del suo programma libero a causa di un infortunio a una gamba.
I risultati delle atlete giapponesi in questa edizione dei mondiali, in particolare i piazzamenti della Asada e di Yukari Nakano hanno valso al Giappone il diritto di presentare l'anno seguente tre pattinatrici.

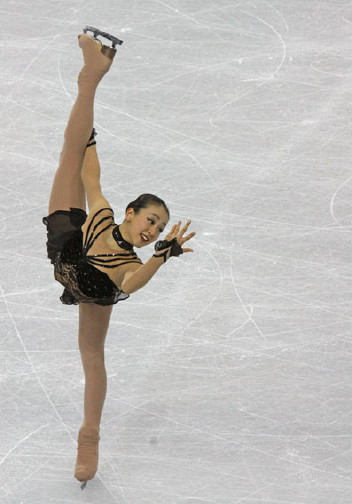
Mao Asada al Quattro Continenti del 2009

### Stagione 2008-2009
Nella stagione 2008-2009 gli eventi del Grand Prix a cui è stata assegnata la Asada sono stati il Trophée Eric Bompard 2008 e l'NHK Trophy 2008. Nel primo dei due la giapponese si è classificata seconda in entrambi i segmenti di gara ed ha vinto la medaglia d'argento con un punteggio totale di 167,59. All'NHK Trophy l'atleta nipponica ha però vinto la competizione con 191,13 punti ed un distacco di 23,49 punti dalla connazionale Akiko Suzuki, qualificandosi quindi per la finale del 2009.
Alla finale del Grand Prix 2008-2009, la Asada si è classificata seconda nel programma corto, ma ha poi vinto sia il libero che la competizione con un totale di 188,55 punti. In questa occasione inoltre Mao Asada è divenuta la prima donna ad eseguire due tripli axel nello stesso programma in una competizione ISU, di cui uno in combinazione con un doppio toe-loop.
La Asada ha poi preso parte ai campionati nazionali 2009 per difendere il suo titolo di campionessa giapponese. Nel programma corto ha eseguito una combinazione triplo flip-triplo rittberger in cui però il secondo salto è stato degradato a semplice; ha quindi ricevuto 65,20 punti e si è piazzata in seconda posizione. Nel programma libero la Asada ha eseguito correttamente tre salti tripli, mentre altri tre tripli sono stati degradati, inclusi due tripli axel considerati sottoruotati. Ha ottenuto 117,15 punti per il libero e 182,45 in totale, riuscendo, pur essendo solo seconda in entrambe le sezioni di gara, a conquistare per la terza volta consecutiva il titolo nazionale.
Mao Asada ha poi partecipato al Quattro Continenti 2009 che si è tenuto a Vancouver, in Canada. Nel programma corto si è classificata solo sesta, ma ha parzialmente recuperato con il programma libero in cui si è piazzata al primo posto. Il suo primo tentativo di eseguire un triplo axel non è andato a buon fine e si è risolto in un salto semplice, mentre il secondo è riuscito perfettamente consentendole di guagnare 8,80 punti solo per tale elemento. Ha inoltre completato una combinazione triplo flip-doppio rittberger-doppio rittberger, un triplo rittberger ed una combinazione triplo flip-doppio rittberger. Il suo triplo toe-loop è stato degradato a doppio, ma è riuscita comunque a completare l'esercizio con un doppio axel, le trottole, le spirali e la sequenza di passi. Al termine della competizione, la Asada è arrivata terza, dopo la vincitrice Yu-Na Kim e la seconda classificata, la canadese Joannie Rochette.
Ai mondiali del 2009, Mao si è piazzata terza nel corto con 66,06 punti e quarta nel libero con 122,03 punti, concludendo al quarto posto con un punteggio totale di 188,09.
Nel 2009 Mao ha anche preso parte alla prima edizione in assoluto del World Team Trophy, nuovo evento organizzato dall'ISU. Nel programma corto ha guadagnato 75,84 punti, nuovo record personale, ponendosi in prima posizione. Nel libero ha ottenuto 126,03 punti, vincendo l'evento con un totale di 201,87, altro nuovo record personale. La squadra giapponese ha concluso la competizione al terzo posto, superata da Stati Uniti e Canada.

### Stagione 2009-2010

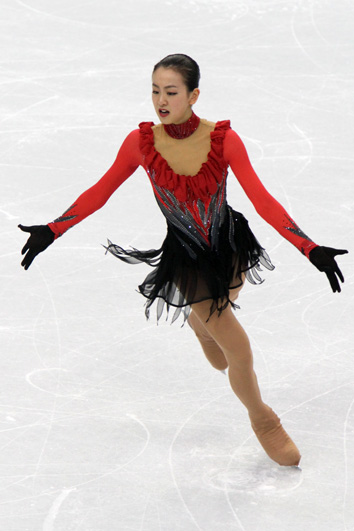
Mao Asada alle Olimpiadi del 2010

Gli eventi del Grand Prix delle stagione 2009-2010 per Mao Asada sono stati il Trophée Eric Bompard 2009 e la Rostelecom Cup 2009. Nel primo di essi la Asada si è classificata terza nel programma corto e seconda nel libero, vincendo la medaglia d'argento. Nel secondo si è invece piazzata solo sesta dopo il corto e quinta nel libero, avendo eseguito solo due salti tripli. Ha quindi concluso la gara al quinto posto a ben 21,65 punti di distanza dal gradino più alto del podio, occupato da Miki Andō.
La Asada ha però vinto il suo quarto titolo nazionale consecutivo nei campionati giapponesi del 2010, dopo essersi piazzata in prima posizione sia nel corto che nel libero e con un punteggio totale di 204,62 punti.
Al Quattro Continenti del 2010, Mao Asada si è classificata terza nel primo segmento di gara, avendo eseguito un triplo axel sottoruotato ed avendo sbagliato un triplo flip. Ha però poi vinto nel libero ed ha conquistato la medaglia d'oro con un punteggio totale di 183,96 punti.
A febbraio la Asada ha partecipato alle olimpiadi di Vancouver 2010. Il 23 febbraio, nel programma corto, ha eseguito correttamente una combinazione triplo axel-doppio toe-loop, un triplo flip ed un doppio axel e tutte le sue trottole e le sue sequenze di spirali sono state valutate di livello quattro. Ha ottenuto 73,78 punti e si è classificata seconda. Il 25 febbraio, nel libero, è riuscita ad eseguire due tripli axel, ma ha commesso alcuni errori in altri due elementi di salto del suo programma. Nella combinazione triplo flip-doppio rittberger-doppio rittberger infatti, il triplo flip è risultato essere sottoruotato ed inoltre non è riuscita a tenere un triplo toe-loop e lo ha eseguito solo semplice. Con 131,72 punti del libero ed un totale di 205,50, la Asada ha vinto la medaglia d'argento e le è stato riconosciuto dal Guinness World Record il record per il numero di tripli axel eseguiti in una gara, avendone presentato uno nel programma corto e due nel libero.
Ai mondiali del 2010, Mao si è classificata seconda al termine del corto con 68,08 punti, 2,32 punti dopo la statunitense Mirai Nagasu. Nella sua combinazione triplo axel-doppio toe-loop, il triplo axel è stato considerato doppio perché sottoruotato, ma la Asada ha eseguito un triplo flip e un doppio axel ed i suoi elementi non di salto hanno ricevuto dei buoni livelli di difficoltà. Con 129,50 punti si è posizionata seconda anche nel libero, a 99 decimi da Yu-Na Kim. Nel suo programma lungo ha eseguito un triplo axel, una combinazione con un triplo axel (degradato) ed un doppio toe-loop, una con triplo flip e doppio rittgerber, un triplo rittberger, una combinazione triplo flip-doppio rittberger-doppio rittberger, un triplo toe-loop ed un doppio axel. In conclusione, ha vinto il titolo iridato con un totale di 197,58 punti. La Asada ha detto di essere stata particolarmente motivata in tale occasione dal fatto che il suo connazionale Daisuke Takahashi aveva appena vinto lo stesso titolo nella categoria maschile e con la sua vittoria il Giappone avrebbe avuto l'oro mondiale in entrambe le categorie.

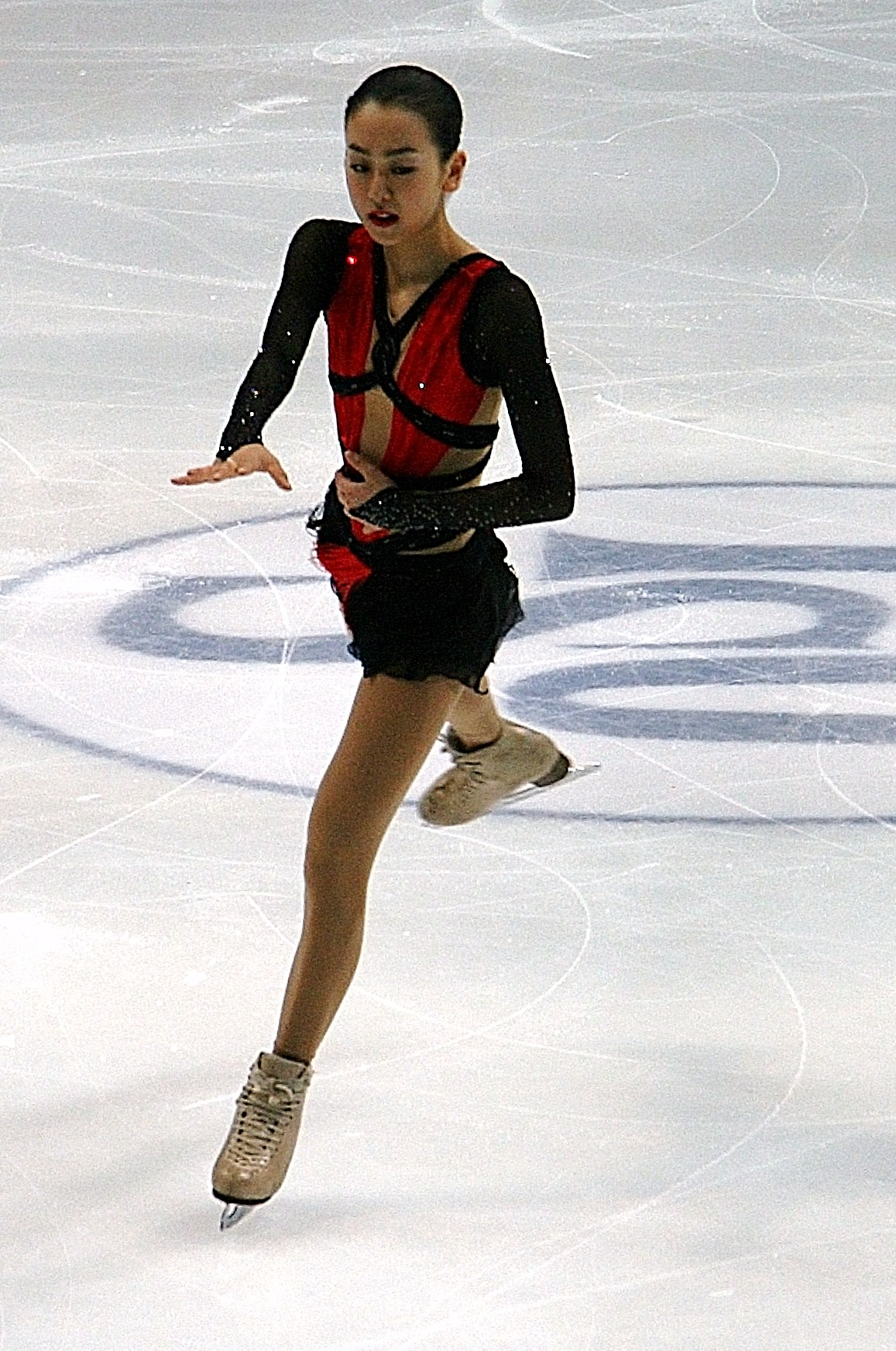
Mao Asada durante il suo programma corto ai mondiali 2011

### Stagione 2010-2011
Per la stagione 2010-2011 la Asada è stata convocata per l'NHK Trophy 2010 ed il Trophée Eric Bompard 2010. All'NHK Trophy si è classificata ottava sia nel corto che nel libero, finendo quindi in ottava posizione l'intera competizione. Al suo secondo evento Grand Prix della stagione, è invece arrivata quinta, dopo aver ottenuto un settimo posto nel corto ed un quinto nel lungo.
Alle nazionali del 2011 si è classificata prima al termine del corto ma solo seconda nel libero, terminando la gara con un punteggio totale di 193,69, vincendo la medaglia d'argento e cedendo il titolo a Miki Andō.
Al Quattro Continenti del 2011, la Asada si è piazzata in seconda posizione sia nel corto che nel libero, ottenendo il secondo posto con 196,30 punti, ancora una volta dietro la connazionale Miki Ando.
Ai mondiali del 2011 a Mosca si è invece classificata sesta, dopo un settimo posto nel programma corto ed un sesto nel libero.

### Stagione 2011-2012

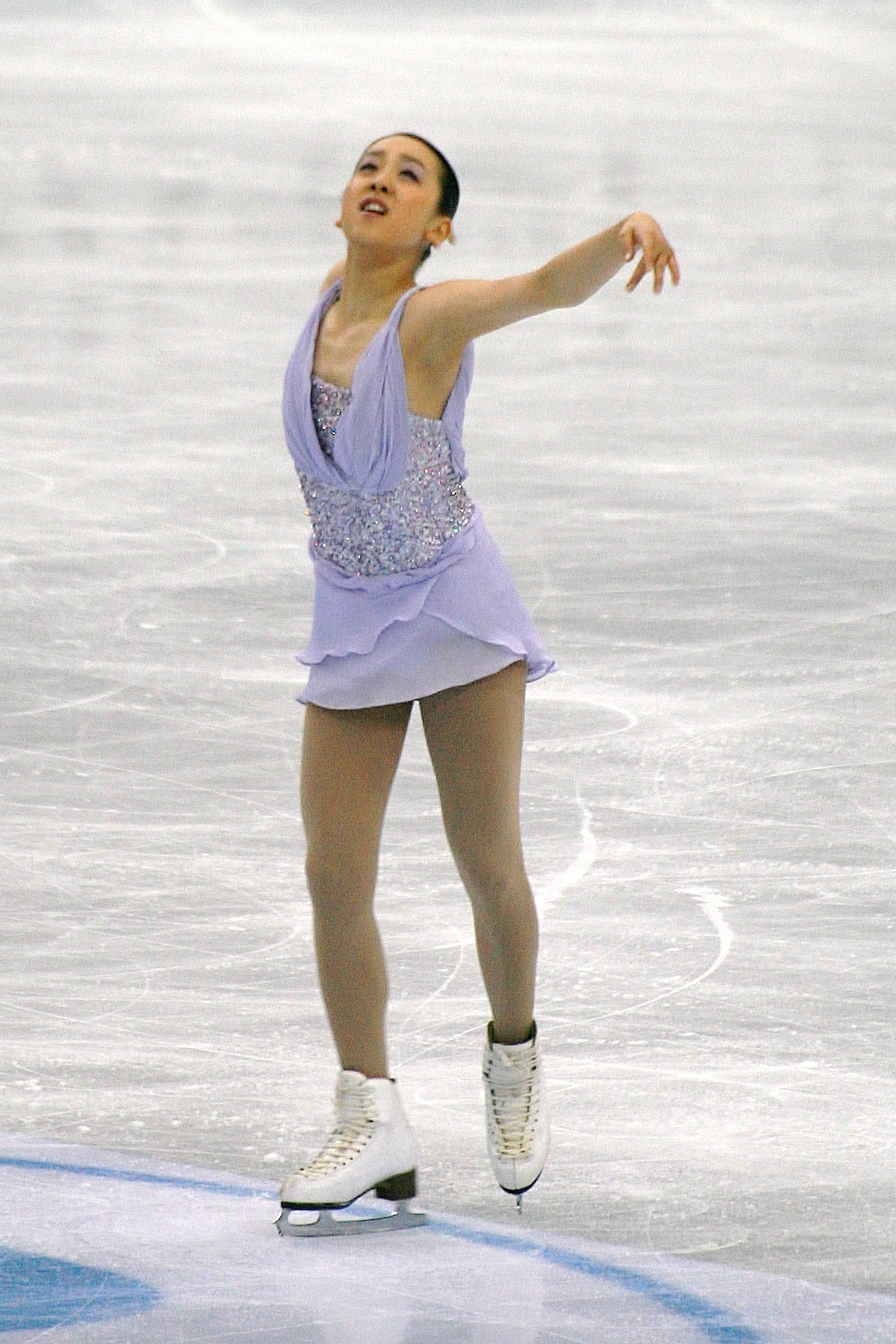
Mao Asada esegue il programma libero ai mondiali del 2012

Gli eventi del Grand Prix 2011-2012 a cui Mao Asada è stata convocata sono stati l'NHK Trophy 2011 e la Cup of Russia 2011. Nel primo, la Asada si è classificata terza nel programma corto e poi prima nel libero, vincendo la medaglia d'argento ad 1,79 punti dalla vincitrice dell'oro Akiko Suzuki. Alla Cup of Russia invece, Mao si è posizionata al primo posto nel corto ed ha poi vinto l'evento, ottenendo così la qualificazione per la finale. È stata però costretta a ritirarsi dalla finale del Grand Prix a causa dei gravi problemi di salute di sua madre, la quale è poi deceduta nell'ospedale di Nagoya per l'aggravarsi della cirrosi epatica di cui soffriva, mentre Mao era sull'aereo di ritorno in Giappone.
Nonostante il recente lutto, la Asada ha confermato la sua presenza nelle successive competizioni della stagione, affermando di voler continuare a gareggiare e ad allenarsi con impegno per inseguire il suo sogno, per mantenere la promessa fatta alla sua famiglia quando la madre era ancora viva.
Ai campionati nazionali giapponesi del 2012 Mao Asada si è classificata seconda sia nel programma corto che nel libero ma ha comunque guadagnato il suo quinto titolo nazionale e si è assicurata un posto nella squadra nipponica per i campionati del mondo di Nizza.
Al Quattro Continenti del 2012 si è classificata prima nel programma corto e seconda nel libero, vincendo l'argento dietro la statunitense Ashley Wagner.
Ai mondiali di Nizza, la Asada si è classificata quarta nel corto e sesta nel libero, concludendo la competizione al sesto posto con un punteggio totale di 164,52 punti.

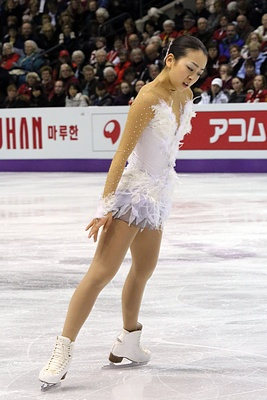
Mao Asada al ai mondiali 2013

### Stagione 2012-2013
Mao Asada ha inaugurato la stagione 2012-2013 partecipando alla competizione a squadre Japan Open, nella quale eseguendo per la prima volta in gara il nuovo programma libero sulle musiche del balletto Il lago dei cigni ha ottenuto il secondo posto personale con 122,04 punti ma ha comunque vinto la medaglia d'oro con il team giapponese, che ha superato quello del Nord America e quello europeo.
All'interno del Grand Prix 2012-2013, la Asada ha ricevuto la convocazione alla Cup of China 2012 ed all'NHK Trophy 2012.
Nella Cup of China, svoltasi a Shanghai, Mao Asada si è classificata seconda al termine del programma corto con 62,89 punti, superata dalla russa Julija Lipnickaja, prima in classifica con 63,06 punti. Nel secondo segmento di gara la pattinatrice nipponica è però riuscita a recuperare ed ha ottenuto la medaglia d'oro con 181,76 punti. Questa è stata per lei la settima vittoria in carriera in una competizione di qualificazione del Grand Prix.
L'NHK Trophy si è tenuto invece a Sendai, in Giappone. La Asada ha ottenuto la medaglia d'oro con 185,27 punti dopo un primo posto nel programma corto ed un secondo posto nel programma libero. Questo risultato le ha assicurato la partecipazione alla finale del Grand Prix, ma la pattinatrice nipponica si è detta comunque molto delusa da sé stessa in quanto insoddisfatta della sua performance nel secondo segmento di gara. In esso infatti l'atleta ha eseguito come doppio un rittberger che avrebbe dovuto essere triplo ed ha poi commesso lo stesso errore con un lutz, anch'esso previsto come triplo ed eseguito soltanto come doppio. Infine ha eseguito come semplice un salchow previsto come triplo.
A Soči, in Russia, la Asada ha quindi preso parte alla finale del Grand Prix 2012-2013. Il 7 dicembre, nel programma corto, ha ottenuto la prima posizione con 66,96 punti. Il giorno successivo, nel programma libero, la pattinatrice giapponese ha eseguito quattro salti tripli ed ha confermato la prima posizione, conquistando, per la terza volta nella sua carriera, la medaglia d'oro nella finale del Grand Prix, con un totale di 196,80 punti. Sul podio dietro di lei la statunitense Ashley Wagner e la connazionale nipponica Akiko Suzuki.
Ai campionati nazionali giapponesi 2012-2013, la Asada ha vinto la medaglia d'oro con 193,56 punti, superando Kanako Murakami e Satoko Miyahara, rispettivamente seconda e terza classificata.
Nel Quattro continenti 2013 si è classificata prima in entrambi i segmenti di gara ed ha vinto la medaglia d'oro con un punteggio totale di 205,45 punti, mentre le compagne di squadra, le connazionali Akiko Suzuki e Kanako Murakami, hanno vinto rispettivamente l'argento ed il bronzo. L'intero podio femminile è stato quindi conquistato da atlete giapponesi.
Ai mondiali 2013 la Asada ha segnato il proprio nuovo record personale nel punteggio del programma libero ed ha ottenuto la medaglia di bronzo, preceduta da Yu-na Kim e Carolina Kostner.
Nel World Team Trophy 2013 Mao Asada si è classificata quinta nella propria categoria, ma la squadra giapponese ha ottenuto il terzo posto.

### Stagione 2013-2014

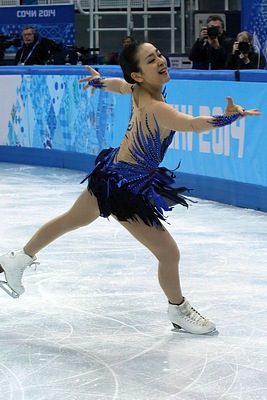
Mao Asada alle Olimpiadi del 2014

Mao Asada ha annunciato di volersi ritirare dopo la stagione 2013-2014. In tale stagione è stata comunque invitata a partecipare a due eventi del Grand Prix, Skate America 2013 e NHK Trophy 2013.
Al NHK Trophy, la Asada concluso al primo posto il programma corto. Nel programma libero, ha ottenuto il miglior punteggio personale di 136,33, con un totale di 207,59, un altro record personale, e ha vinto l'evento. Vincendo entrambe le tappe è stata ammessa alla finale. Con il primo posto termina sia il programma corto che il programma libero vince il suo quarto titolo in questa competizione. Alla fine di dicembre, la Asada ha gareggiato nei Campionati Giapponesi, ed ha concluso al terzo posto dietro ad Akiko Suzuki e Kanako Murakami. La Asada, insieme a Suzuki e Murakami, è stata selezionata per competere alle Olimpiadi invernali del 2014 a Soči, in Russia, così come i Mondiali 2014 di pattinaggio di figura a Saitama, in Giappone.
Nella gara a squadre delle Olimpiadi ha concluso al terzo posto nel programma corto, la squadra si è classificata quinta. Nella gara singola ha ottenuto il 16º posto nel programma corto, ma ha recuperato nel programma libero ottenendo il miglior punteggio personale di 142,71 e il terzo posto, finendo al sesto posto totale. Nel suo programma libero ha atterrato ben otto salti tripli.
Al Campionato mondiale 2014, ha ottenuto il record del mondo per il programma corto segnando 78,66, 0,16 punti in più rispetto al precedente record detenuto da Yuna Kim, che è stato ottenuto alle Olimpiadi di Vancouver 2010. Ha poi ottenuto 138,03 nel programma libero, vincendo il suo terzo titolo mondiale con un totale di 216,69, un record personale per lei. Con questa vittoria, è diventata la terza donna (dopo Michelle Kwan e Katarina Witt) negli ultimi 45 anni, e solo la decima donna nella storia, a vincere almeno tre titoli mondiali.

### Stagione 2015-16
Il 18 maggio 2015, Asada ha annunciato di voler tornare a gareggiare dopo la pausa di un anno. Ha ricominciato così ad allenarsi con Nobuo Sato e ha esordito la stagione alla competizione Japan Open, una gara a squadre. La squadra giapponese ha ottenuto la vittoria, anche grazie al suo primo posto ottenuto pattinando sulle note di Madama Butterfly. Asada ha poi partecipato alle gare del circuito del Grand Prix: la Cup of China, che ha vinto dopo essersi piazzata prima dopo il programma corto e terza dopo il libero, e l'NHK Trophy, dove ha vinto il bronzo. Grazie ai risultati ottenuti ha potuto partecipare alla finale del Grand Prix, classificandosi sesta. Nella seconda metà della stagione, Asada si è classificata terza ai campionati giapponesi e settima ai mondiali.

### Stagione 2016-17
Asada ha cominciato la stagione 2016-17 vincendo l'argento al Finlandia Trophy dietro alla canadese Kaetlyn Osmond. Partecipa poi alle due tappe del Grand Prix a lei assegnate, Skate America e il Trophée de France, classificandosi rispettivamente sesta e nona, risultati non sufficienti a permetterle di partecipare alla finale del Grand Prix. Ai campionati giapponesi si piazza dodicesima; il suo peggior piazzamento in carriera ai nazionali.
Il 10 aprile 2017 annuncia sul suo blog il definitivo ritiro dalle competizioni.

## Cambi di allenatore

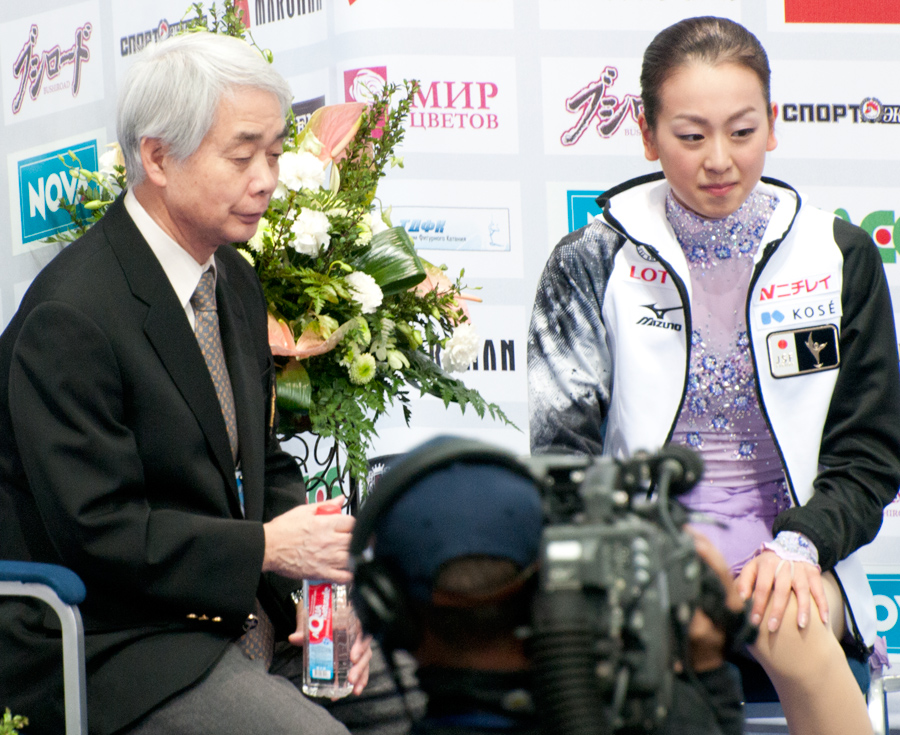
Mao Asada con il suo allenatore Nobuo Sato al kiss and cry dopo il libero alla Cup of Russia 2011

Mao Asada ha iniziato ad allenarsi in Giappone, ma nell'agosto del 2006 si è trasferita a Lake Arrowhead, in California, ed ha scelto come allenatore il russo Rafael Arutunian. Negli Stati Uniti è stato possibile per lei sfuggire al sovraffollamento delle piste giapponesi ed alla pressione della stampa nipponica.
Prima del Quattro continenti del 2008, la Asada ha lasciato Arutunian ed ha fatto ritorno in Giappone per allenarsi nella nuova pista di pattinaggio della Chukyo University, nella quale non ha problemi di spazio e sovraffollamento. La scelta è stata condizionata dalle difficoltà di comunicazione con il suo coach incontrate a causa della lingua e dalla volontà dell'atleta di trovare un allenatore che potesse seguirla in modo esclusivo, oltre che dalla lontananza dalla propria casa. Non avendo scelto immediatamente un nuovo allenatore, la Asada ha partecipato ai mondiali del 2008, vincendoli, senza avere un allenatore.
Durante l'estate del 2007 la Asada si era già allenata in Russia con Tat'jana Tarasova, nonostante il suo coach fosse ancora Arutunian. L'estate seguente, dopo aver lasciato il suo allenatore, Mao è tornata in Russia ed ha deciso di allenarsi formalmente con la Tarasova. In ogni caso il loro rapporto è stato ostacolato dai problemi di salute della russa e l'atleta giapponese si è allenata per la maggior parte del tempo a Nagoya, in Giappone, con l'assistente della coach, Jeanetta Folle. Il 1º febbraio 2010, la Asada ha affermato di non essere stata allenata dalla Tarasova sin dalla Cup of Russia che si era tenuta nell'ottobre del 2009; peraltro l'allenatrice era assente sia ai campionati nazionali sia al Quattro Continenti. La Tarasova ha poi accompagnato Mao ai giochi olimpici di Vancouver 2010, ma dopo l'evento la Asada ha scelto di rimanere ad allenarsi a Nagoya e si è separata dall'allenatrice russa.
Il 17 giugno 2010 Mao Asada ha annunciato che il suo nuovo coach per i salti sarebbe stato Hiroshi Nagakubo. A settembre 2010 ha però cambiato nuovamente ed è diventato suo allenatore Nobuo Sato.

## Tecnica di pattinaggio
Nei suoi primi anni di presenza sulla scena internazionale, Mao Asada è divenuta famosa per la sua variante della trottola Biellmann, eseguita utilizzando per sollevare il pattino la mano opposta alla gamba portata sopra la testa; è inoltre nota per aver più volte eseguito in gara la trottola Biellmann con una sola mano.

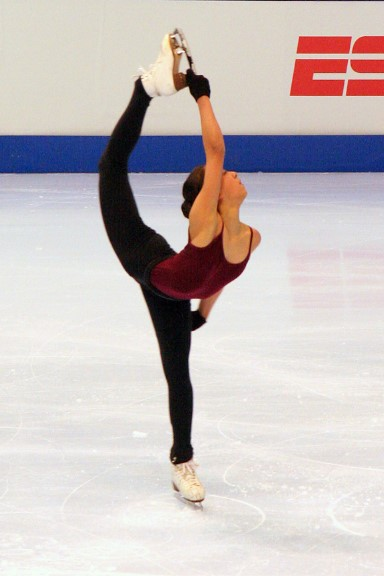
Mao Asada esegue una trottola Biellmann con una sola mano durante l'allenamento di Skate America 2006

A 12 anni la Asada ha atterrato il suo primo triplo axel ed è divenuta la prima donna ad eseguire in una competizione nazionale una combinazione di tre tripli, cioè in particolare triplo flip-triplo rittberger-triplo toe-loop. A 14 anni, la Asada ha atterrato un triplo axel nel suo programma libero alla finale dello Junior Grand Prix del 2004, tenutasi a dicembre ad Helsinki, in Finlandia, diventando la prima donna ad eseguire un triplo axel in un evento internazionale nella categoria Junior. Da allora, è nota per il suo triplo axel.
A partire dalla stagione 2007-2008, i criteri di giudizio per i salti e per la tecnica di arrivo dai salti sono stati resi più rigorosi e la Asada ha iniziato ad essere penalizzata per sottorotazione nei suoi salti e per errori di cambio di filo nella preparazione del suo lutz, che in tali casi viene colloquialmente chiamato "flutz".
La Asada non ha incluso il triplo salchow nei suoi programmi fino al 2008. La pattinatrice ha detto che il salchow è stato il primo salto triplo che ha imparato e che non ha problemi ad eseguirlo correttamente, ma di non essere a proprio agio nell'utilizzarlo in gara in quanto è uno dei salti che preferisce di meno. Lo ha però incluso nel suo programma libero per l'NHK Trophy 2008 e la finale del Grand Prix 2009.
Solitamente, la Asada utilizza un triplo rittberger come secondo salto nelle combinazioni, soprattutto dopo il triplo flip. Ad ogni modo durante la stagione 2004-2005 ha aggiunto il toe-loop al suo programma libero come secondo salto nella prima combinazione triplo-triplo, eseguendo un triplo flip-triplo toe-loop. Nella stagione 2006-2007 ha invece utilizzato la combinazione doppio axel-triplo toe-loop ed in quella successiva è tornata al triplo flip-triplo toe-loop.
Nella stagione 2008-2009 ha eseguito la combinazione triplo axel-doppio toe-loop nelle competizioni internazionali ed è stata la prima ad ottenere il pieno punteggio per tale esercizio nella finale del Grand Prix 2009. Nella stessa gara, la Asada è diventata la prima donna ad aver atterrato due tripli axel nello stesso programma. È inoltre l'unica donna ad aver eseguito tre tripli axel nella stessa competizione ad una gara ISU e detiene il Guinness World Record per il maggior numero di tripli axel eseguiti in competizione.
Mao Asada dà al suo compagno di allenamento Takahiko Kozuka ed alla pratica fatta insieme a lui il merito per i propri miglioramenti nelle trottole. Il numero di giri che è in grado di fare con una sola spinta è infatti salito da 30 a 104.

## Record realizzati
Mao Asada ha realizzato numerosi record nella propria carriera sportiva.
Infatti è stata la quinta donna della storia ad eseguire un triplo axel in una competizione internazionale e la seconda a superare i 200 punti ottenuti in una gara internazionale.
Terza pattinatrice donna giapponese a vincere una medaglia olimpica, è stata anche la prima donna in assoluto ad eseguire correttamente un triplo axel in un programma corto alle Olimpiadi invernali, nonché la prima a fare ciò in un programma corto presentato in una competizione dell'ISU.
È stata inoltre la prima donna ad eseguire due tripli axel nello stesso programma e la prima ad eseguirne tre nella stessa competizione. Ma è stata anche la prima ad eseguire il triplo axel in una competizione internazionale nella categoria Junior.
Infine è stata la prima donna ad eseguire in gara una combinazione di tre salti tripli e la prima pattinatrice asiatica di una disciplina di singolo, sia maschile che femminile, a vincere più di una volta i campionati mondiali.

## Vita privata

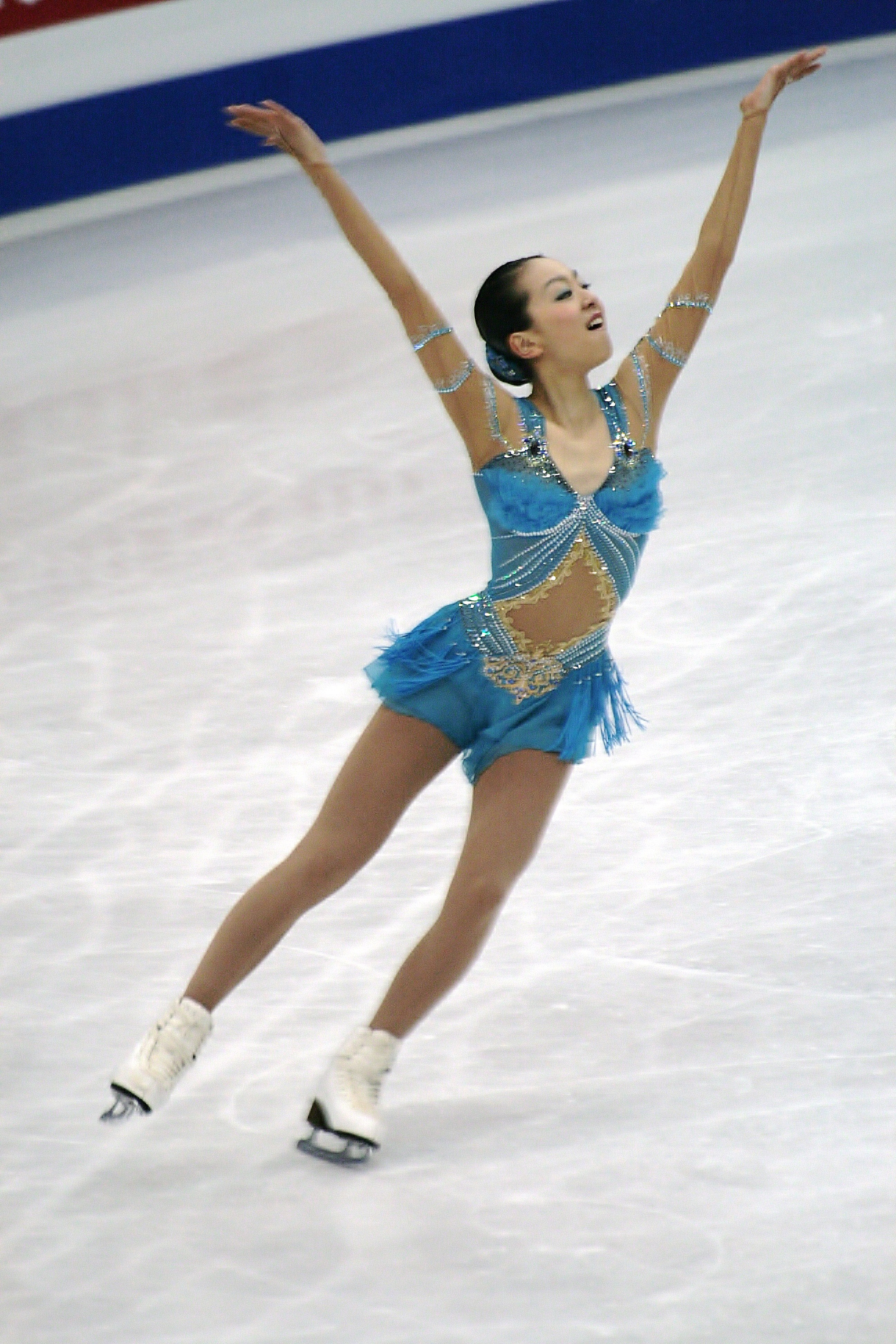
Mao Asada esegue il programma corto ai mondiali del 2012

Il suo nome è stato scelto in onore dell'attrice giapponese Mao Daichi. Ha frequentato la Nagoya International School fino alla metà della prima elementare. Dopo il trasferimento, ha studiato alla Takabari Elementary School e poi alla Takabaridai Junior High. Si è diplomata alla Chukyo High School il 15 marzo 2009. Si è poi iscritta alla Chukyo University.
Anche sua sorella Mai Asada, di due anni più grande, è una pattinatrice e si è classificata sesta al Quattro continenti del 2006. Mai ora pattina negli show, pur non essendo conosciuta nel mondo tanto quanto Mao.

## Vita pubblica e sponsor
Mao Asada possiede una femmina di Barbone nano che ha chiamato Aero, come la cioccolata prodotta dalla Nestlé. Mao ed Aero sono state protagoniste di alcune pubblicità della cioccolata in Giappone ed inoltre la pattinatrice ha usato la cagnolina in alcune sue esibizioni sul ghiaccio. Dal 2008, la Asada ha altri due cani chiamati Tiara e Komachi.
Mao Asada è molto popolare in Giappone ed è apparsa in numerosi spettacoli di varietà e nelle pubblicità della Oji Paper Company, della Sato pharmacy, della Morinaga Weider in Jelly, della Itoham Foods, della Nestlé, della Kao, della Omron, della compagnia assicurativa Nippon Life e della Weavajapan.
Sin dall'estate del 2008, la Asada organizza insieme alla sorella Mai uno show di pattinaggio intitolato "The Ice". Insieme alla sorella è stata inoltre nominata ambasciatrice di buona volontà nei confronti del Canada ed in tale ruolo ha visitato il paese nordamericano.
La Asada è una grande fan della pop star giapponese Ayumi Hamasaki.
Nel 2011 ha lanciato una propria linea di kimono, la "MaoMao".
Gli sponsor della pattinatrice nipponica includono Sato pharmacy, Itoham Foods, Nepia, Lotte, Omron, United Airlines, Weider in Jelly e Weavajapan inc.
Le musiche sulle quali ha pattinato, sono state raccolte in due album dalla EMI Music Japan: "Mai & Mao Asada Skating Music" e "Mai & Mao Asada Skating Music 2008–09".
Nel gennaio 2012 la Asada ha cancellato l'uscita di un libro sulla sua carriera come pattinatrice; ha affermato: "il modo in cui il libro è stato pubblicizzato era differente da quello che avevo in mente".

## Programmi
| Stagione    | Programma corto | Programma libero                                                                                              | Esibizione |
| ----------- | --- | --- | --- |

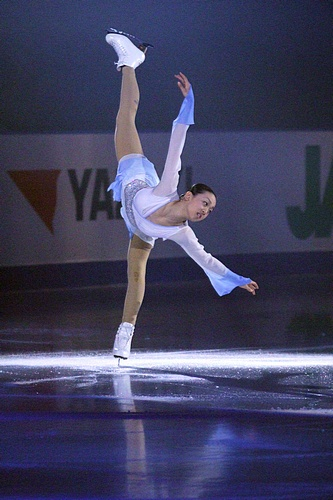
Mao Asada durante l'esibizione del Galà all'NHK Trophy 2011

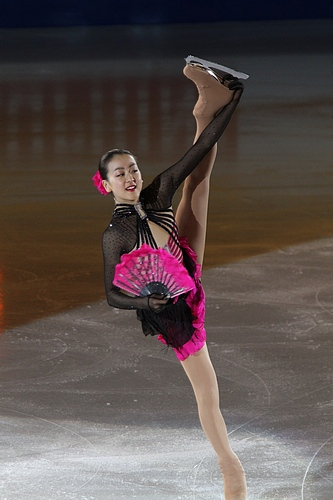
Mao Asada durante l'esibizione del Galà ai Campionati Mondiali 2010

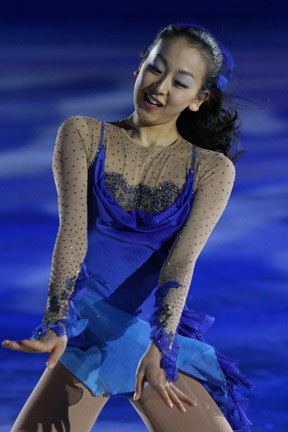
Mao Asada durante l'esibizione del Galà ai Campionati Mondiali 2008

| 2016 - 2017 | Ritual Fire Dance di Arthur Rubinstein coreografia di Lori Nichol                                                                   | En la Cueva - La Noche Pantomime El Aparecido da El Amor Brujo, di Manuel de Falla coreografia di Lori Nichol | Cello Suites di Johann Sebastian Bach coreografia di Lori Nichol |
| 2015-2016   | Bei Mir Bistu Shein di Sholom Secunda coreografia di Lori Nichol                                                                    | Madama Butterfly di Giacomo Puccinicoreografia di Lori Nichol                                                 | Puttin' On The Ritz di Irving Berlin, eseguito da Fred Astaire coreografia di Lori Nichol |
| 2014-2015   | Non ha gareggiato durante la stagione                                                                                               | Non ha gareggiato durante la stagione                                                                         | This Little Light of Mine di Harry Dixon Loes, eseguito da Yo-Yo Ma e Amelia Zirin-Brown coreografia di Lori Nichol \|- |
| 2013–2014   | Notturno op. 9 n. 2 di Fryderyk Chopin coreografia di Lori Nichol                                                                   | Concerto per pianoforte e orchestra n. 2 di Sergej Rachmaninov coreografia di Tat'jana Tarasova               | Smile di Charlie Chaplin coreografia di Lori Nichol |
| 2012–2013   | I Got Rhythm di George Gershwin coreografia di Lori Nichol                                                                          | Il lago dei cigni di Pëtr Il'ič Čajkovskij coreografia di Tat'jana Tarasova                                   | Mary Poppins coreografia di Lori Nichol |
| 2011–2012   | Scheherazade di Nikolai Rimsky-Korsakov coreografato da Tat'jana Tarasova                                                           | Liebesträume di Franz Liszt coreografato da Lori Nichol                                                       | I Vow to Thee, My Country di Libera coreografato da Lori Nichol Valzer op. 64 n. 2 di Fryderyk Chopin coreografato da Tat'jana Tarasova                                                                                    |
| 2010–2011   | Tango tratto dalla colonna sonora di Agony di Alfred Schnittke coreografato da Tat'jana Tarasova                                    | Liebesträume di Franz Liszt coreografato da Lori Nichol                                                       | Ballata n. 1 in sol minore op. 23, CT. 2 di Fryderyk Chopin coreografato da Tat'jana Tarasova |
| 2009–2010   | Waltz from Masquerade Suite di Aram Khachaturian coreografato da Tat'jana Tarasova                                                  | Preludio in do diesis minore di Sergei Rachmaninov coreografato da Tat'jana Tarasova                          | Caprice No. 24 di Niccolò Paganini coreografato da Tat'jana Tarasova |
| 2008–2009   | Claire de lune di Claude Debussy coreografato da Lori Nichol                                                                        | Waltz from Masquerade Suite di Aram Khachaturian coreografato da Tat'jana Tarasova                            | Por una cabeza tratto dalla colonna sonora di Scent of a Woman di Carlos Gardel e Alfredo Le Pera & Payadora by Julián Plaza coreografato da Tat'jana Tarasova Sing, Sing, Sing di Louis Prima coreografato da Lori Nichol |
| 2007–2008   | Fantasia for Violin and Orchestra da Ladies in Lavender di Nigel Hess interpretato da Joshua Bell coreografato da Tat'jana Tarasova | Fantaisie-Impromptu di Fryderyk Chopin coreografato da Lori Nichol                                            | So Deep Is The Night Studio op. 10 n. 3 di Fryderyk Chopin voce di Lesley Garrett coreografato da Lori Nichol |
| 2006–2007   | Notturno op. 9 n. 2 di Fryderyk Chopin coreografato da Lori Nichol                                                                  | Csárdás di Vittorio Monti coreografato da Lori Nichol                                                         | Habanera da Carmen di Georges Bizet voce di Filippa Giordano coreografato da Lori Nichol |
| 2005–2006   | Carmen di Georges Bizet coreografato da Machiko Yamada e Mihoko Higuchi                                                             | Lo schiaccianoci di Pëtr Il'ič Čajkovskij coreografato da Lori Nichol                                         | Over the Rainbow di Harold Arlen voce di Eva Cassidy coreografato da Lori Nichol |
| 2004–2005   | Over the Rainbow di Harold Arlen coreografato da Lea Ann Miller                                                                     | La boutique fantasque di Gioachino Rossini e Ottorino Respighi coreografato da Lea Ann Miller                 | Pick Yourself Up di Natalie Cole coreografato da Machiko Yamada e Mihoko Higuchi |
| 2003–2004   | Orchestral Suite dal film Il mio primo bacio di Cliff Eidelman coreografato da Machiko Yamada e Mihoko Higuchi                      | Waltz-Scherzo in C major Op. 34 di Pëtr Il'ič Čajkovskij coreografato da Machiko Yamada e Mihoko Higuchi      | Habanera da Carmen di Georges Bizet coreografato da Machiko Yamada e Mihoko Higuchi |
| 2002–2003   | Say Hey Kids coreografato da Machiko Yamada e Mihoko Higuchi                                                                        | Inca Dance and Andes di Cusco coreografato da Machiko Yamada e Mihoko Higuchi                                 | |

## Palmarès

### Dalla stagione 2005-2006
| Risultati | Risultati      | Risultati      | Risultati      | Risultati      | Risultati      | Risultati      | Risultati      | Risultati      | Risultati      | Risultati      | Risultati      | Risultati      | Risultati      | Risultati      | Risultati      |
| Internazionali | Internazionali | Internazionali | Internazionali | Internazionali | Internazionali | Internazionali | Internazionali | Internazionali | Internazionali | Internazionali | Internazionali | Internazionali | Internazionali | Internazionali | Internazionali |
| Evento | 2005–06        | 2006–07        | 2007–08        | 2008–09        | 2009–10        | 2010–11        | 2011–12        | 2012–13        | 2013-14        | 2014-15        | 2015-16        | 2016-17        |                |                |                |
| --- | -------------- | -------------- | -------------- | -------------- | -------------- | -------------- | -------------- | -------------- | -------------- | -------------- | -------------- | -------------- | -------------- | -------------- | -------------- |
| Giochi olimpici invernali |                |                |                |                | 2º             |                |                |                | 6º             |                |                |                |                |                |                |
| Campionati mondiali |                | 2º             | 1º             | 4º             | 1º             | 6º             | 6º             | 3º             | 1º             |                | 7º             |                |                |                |                |
| Quattro continenti |                |                | 1º             | 3º             | 1º             | 2º             | 2º             | 1º             |                |                | R              |                |                |                |                |
| GP Finale | 1º             | 2º             | 2º             | 1º             |                |                | R              | 1º             | 1º             |                | 6º             |                |                |                |                |
| GP Trophée Eric Bompard | 1º             |                | 1º             | 2º             | 2º             | 5º             |                |                |                |                |                | 9°             |                |                |                |
| GP Cup of China | 2º             |                |                |                |                |                |                | 1º             |                |                | 1st            |                |                |                |                |
| GP NHK Trophy |                | 1º             |                | 1º             |                | 8º             | 2º             | 1º             | 1º             |                | 3rd            |                |                |                |                |
| GP Cup of Russia |                |                |                |                | 5º             |                | 1º             |                |                |                |                |                |                |                |                |
| GP Skate Canada |                |                | 1º             |                |                |                |                |                |                |                |                |                |                |                |                |
| GP Skate America |                | 3º             |                |                |                |                |                |                | 1º             |                |                | 6°             |                |                |                |
| CS Finlandia Trophy |                |                |                |                |                |                |                |                |                |                |                | 2º             |                |                |                |
| Internazionali: categoria Junior |                |                |                |                |                |                |                |                |                |                |                |                |                |                |                |
| Campionati mondiali juniores | 2º             |                |                |                |                |                |                |                |                |                |                |                |                |                |                |
| Nazionali |                |                |                |                |                |                |                |                |                |                |                |                |                |                |                |
| Campionati giapponesi | 2º             | 1º             | 1º             | 1º             | 1º             | 2º             | 1º             | 1º             | 3º             |                | 3º             | 12°            |                |                |                |
| Eventi in squadra |                |                |                |                |                |                |                |                |                |                |                |                |                |                |                |
| Olimpiadi |                |                |                |                |                |                |                |                | 5ºS / 3ºP      |                |                |                |                |                |                |
| World Team Trophy |                |                |                | 3ºS / 1ºP      |                |                |                | 3ºS / 5ºP      |                |                |                |                |                |                |                |
| Japan Open | 1ºS / 1ºP      | 1ºS / 4ºP      | 1ºS / 1ºP      |                | 3ºS / 3ºP      | 1ºS / 5ºP      |                | 1ºS / 2ºP      | 1ºS / 1ºP      |                | 1ºS / 1ºP      |                |                |                |                |
| R = Ritirata; S = Risultato della squadra; P = Risultato personale (N.B. le medaglie sono state consegnate solo per i risultati della squadra) |                |                |                |                |                |                |                |                |                |                |                |                |                |                |                |

### Fino alla stagione 2004-2005
| Risultati                                     | Risultati                                 | Risultati                                 | Risultati                                 | Risultati                                 | Risultati                                 | Risultati                                 | Risultati                                 | Risultati                                 | Risultati                                 | Risultati                                 | Risultati                                 | Risultati                                 | Risultati                                 |
| Internazionali: categorie Junior e Novice     | Internazionali: categorie Junior e Novice | Internazionali: categorie Junior e Novice | Internazionali: categorie Junior e Novice | Internazionali: categorie Junior e Novice | Internazionali: categorie Junior e Novice | Internazionali: categorie Junior e Novice | Internazionali: categorie Junior e Novice | Internazionali: categorie Junior e Novice | Internazionali: categorie Junior e Novice | Internazionali: categorie Junior e Novice | Internazionali: categorie Junior e Novice | Internazionali: categorie Junior e Novice | Internazionali: categorie Junior e Novice |
| Evento                                        | 2002–03                                   | 2003–04                                   | 2004–05                                   |                                           |                                           |                                           |                                           |                                           |                                           |                                           |                                           |                                           |                                           |
| --------------------------------------------- | ----------------------------------------- | ----------------------------------------- | ----------------------------------------- | ----------------------------------------- | ----------------------------------------- | ----------------------------------------- | ----------------------------------------- | ----------------------------------------- | ----------------------------------------- | ----------------------------------------- | ----------------------------------------- | ----------------------------------------- | ----------------------------------------- |
| Campionati mondiali juniores                  |                                           |                                           | 1º                                        |                                           |                                           |                                           |                                           |                                           |                                           |                                           |                                           |                                           |                                           |
| JGP Finale                                    |                                           |                                           | 1º                                        |                                           |                                           |                                           |                                           |                                           |                                           |                                           |                                           |                                           |                                           |
| JGP Ucraina                                   |                                           |                                           | 1º                                        |                                           |                                           |                                           |                                           |                                           |                                           |                                           |                                           |                                           |                                           |
| JGP USA                                       |                                           |                                           | 1º                                        |                                           |                                           |                                           |                                           |                                           |                                           |                                           |                                           |                                           |                                           |
| Mladost Trophy                                |                                           | 1º N                                      |                                           |                                           |                                           |                                           |                                           |                                           |                                           |                                           |                                           |                                           |                                           |
| Cup Helena Pajovic                            |                                           | 1º N                                      |                                           |                                           |                                           |                                           |                                           |                                           |                                           |                                           |                                           |                                           |                                           |
| Nazionali                                     |                                           |                                           |                                           |                                           |                                           |                                           |                                           |                                           |                                           |                                           |                                           |                                           |                                           |
| Campionati giapponesi                         | 7º                                        | 8º                                        | 2º                                        |                                           |                                           |                                           |                                           |                                           |                                           |                                           |                                           |                                           |                                           |
| Campionati giapponesi juniores                | 4º                                        | 4º                                        | 1º                                        |                                           |                                           |                                           |                                           |                                           |                                           |                                           |                                           |                                           |                                           |
| Japan Novice Championship                     | 1º                                        | 1º                                        |                                           |                                           |                                           |                                           |                                           |                                           |                                           |                                           |                                           |                                           |                                           |
| N = categoria Novice; JGP = Junior Grand Prix |                                           |                                           |                                           |                                           |                                           |                                           |                                           |                                           |                                           |                                           |                                           |                                           |                                           |

## Risultati in dettaglio

### Risultati dopo il 2006

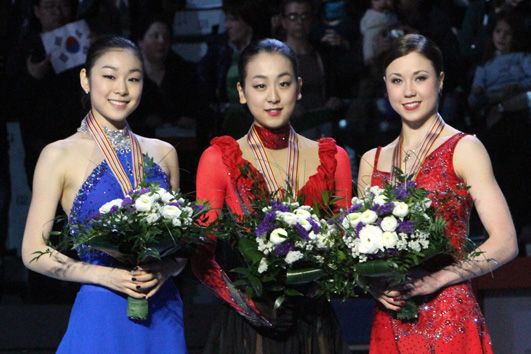
Mao Asada (al centro) sul podio ai Campionati mondiali del 2010

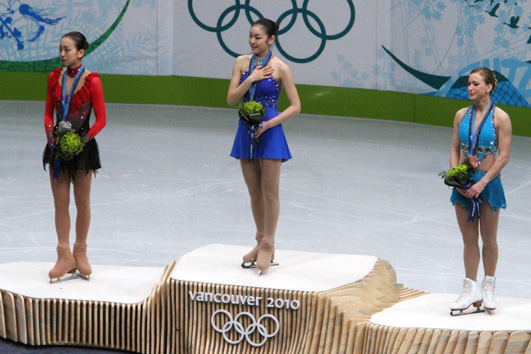
Mao Asada (a sinistra) sul podio a

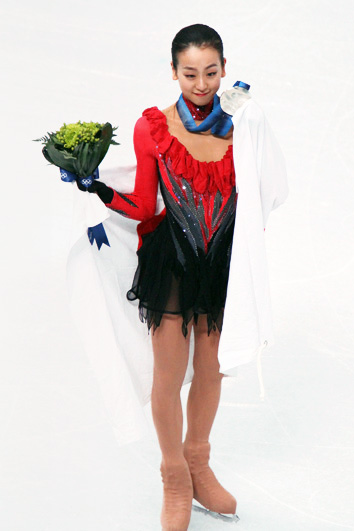
Mao Asada alla cerimonia di premiazione di Vancouver 2010

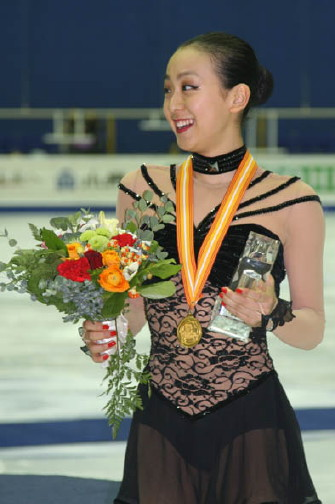
Mao Asada con la sua medaglia d'oro alla finale del Grand Prix 2008-2009

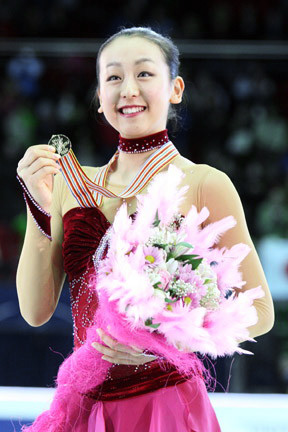
Mao Asada ai Campionati Mondiali 2008

| stagione 2013–2014     |                                              |          |          |          |
| Data                   | Evento                                       | PC       | PL       | Totale   |
| 24–30 marzo 2014       | Campionati mondiali 2014                     | 1 78.66  | 1 138.03 | 1 216.69 |
| 7-23 febbraio 2014     | Giochi olimpici invernali 2014 - Individuale | 16 55.51 | 3 142.71 | 6 198.22 |
| 7-23 febbraio 2014     | Giochi olimpici invernali 2014 - Squadre     | 3 64.07  | –        | 5        |
| 8–10 novembre 2013     | NHK Trophy 2013                              | 1 71.26  | 1 136.33 | 1 207.59 |
| 18–20 ottobre 2013     | Skate America 2013                           | 1 73.18  | 1 131.37 | 1 204.55 |
| stagione 2012–2013     |                                              |          |          |          |
| Data                   | Evento                                       | PC       | PL       | Totale   |
| 11–14 aprile 2013      | ISU World Team Trophy 2013                   | 5 59.39  | 5 117.97 | 5 177.36 |
| 10–17 marzo 2013       | Campionati mondiali 2013                     | 6 62.10  | 2 134.37 | 3 196.47 |
| 6–11 febbraio 2013     | Quattro continenti 2013                      | 1 74.49  | 1 130.96 | 1 205.45 |
| 20–24 dicembre 2012    | Campionati giapponesi 2012-2013              | 2 62.81  | 1 130.75 | 1 193.56 |
| 6–9 dicembre 2012      | Finale del Grand Prix 2012–2013              | 1 66.96  | 1 129.84 | 1 196.80 |
| 23-25 novembre 2012    | NHK Trophy 2012                              | 1 67.95  | 2 117.32 | 1 185.27 |
| 2–4 novembre 2012      | Cup of China 2012                            | 2 62.89  | 1 118.87 | 1 181.76 |
| 6 ottobre 2012         | Japan Open 2012 (individuale)                | –        | 2 122.04 | –        |
| stagione 2011–2012     |                                              |          |          |          |
| Data                   | Evento                                       | PC       | PL       | Totale   |
| 26-1º aprile 2012      | Campionati mondiali 2012                     | 4 59.49  | 6 105.03 | 6 164.52 |
| 7-12 febbraio 2012     | Quattro continenti 2012                      | 1 64.25  | 2 124.37 | 2 188.62 |
| 23-26 dicembre 2011    | Campionati giapponesi 2011-2012              | 2 65.40  | 2 118.67 | 1 184.07 |
| 24-27 novembre 2011    | Rostelecom Cup 2011                          | 1 64.29  | 1 118.96 | 1 183.25 |
| 11-13 novembre 2011    | NHK Trophy 2011                              | 3 58.42  | 1 125.77 | 2 184.19 |
| stagione 2010–2011     |                                              |          |          |          |
| Data                   | Evento                                       | PC       | PL       | Totale   |
| 24–1º maggio 2011      | Campionati mondiali 2011                     | 7 58.66  | 6 114.13 | 6 172.79 |
| 15–20 febbraio 2011    | Quattro continenti 2011                      | 2 63.41  | 2 132.89 | 2 196.30 |
| 23–26 dicembre 2010    | Campionati giapponesi 2010-2011              | 1 66.22  | 2 127.47 | 2 193.69 |
| 26–28 novembre 2010    | Trophée Eric Bompard 2010                    | 7 50.10  | 5 97.92  | 5 148.02 |
| 22–24 ottobre 2010     | NHK Trophy 2010                              | 8 47.95  | 8 85.45  | 8 133.40 |
| 2 ottobre 2010         | 2010 Japan Open (individuale)                | -        | 5 92.44  | -        |
| stagione 2009–2010     |                                              |          |          |          |
| Data                   | Evento                                       | PC       | PL       | Totale   |
| 22–28 marzo 2010       | Campionati mondiali 2010                     | 2 68.08  | 2 129.50 | 1 197.58 |
| 14–27 febbraio 2010    | Olimpiadi di Vancouver                       | 2 73.78  | 2 131.72 | 2 205.50 |
| 25–31 gennaio 2010     | Quattro continenti 2010                      | 3 57.22  | 1 126.74 | 1 183.96 |
| 25–27 dicembre 2009    | Campionati giapponesi 2009-2010              | 1 69.12  | 1 135.50 | 1 204.62 |
| 22–25 ottobre 2009     | Rostelecom Cup 2009                          | 6 51.94  | 5 98.34  | 5 150.28 |
| 15–18 ottobre 2009     | Trophée Eric Bompard 2009                    | 3 58.96  | 2 115.03 | 2 173.99 |
| 3 ottobre 2009         | 2009 Japan Open (individuale)                | -        | 3 102.94 | -        |
| stagione 2008–2009     |                                              |          |          |          |
| Data                   | Evento                                       | PC       | PL       | Totale   |
| 15-19 aprile 2009      | ISU World Team Trophy 2009 (individuale)     | 1 75.84  | 1 126.03 | 1 201.87 |
| 23 marzo-29 marzo 2009 | Campionati mondiali 2009                     | 3 66.06  | 4 122.03 | 4 188.09 |
| 4–8 febbraio 2009      | Quattro continenti 2009                      | 6 57.86  | 1 118.66 | 3 176.52 |
| 25–27 dicembre 2008    | Campionati giapponesi 2008-2009              | 2 65.30  | 2 117.15 | 1 182.45 |
| 11–14 dicembre 2008    | Finale del Grand Prix 2008–2009              | 2 65.38  | 1 123.17 | 1 188.55 |
| 27–30 novembre 2008    | NHK Trophy 2008                              | 1 64.64  | 1 126.49 | 1 191.13 |
| 13–16 novembre 2008    | Trophée Eric Bompard 2008                    | 2 58.12  | 2 109.47 | 2 167.59 |
| stagione 2007–2008     |                                              |          |          |          |
| Data                   | Evento                                       | PC       | PL       | Totale   |
| 17-23 marzo 2008       | Campionati mondiali 2008                     | 2 64.10  | 2 121.46 | 1 185.56 |
| 13-17 febbraio 2008    | Quattro continenti 2008                      | 1 60.94  | 1 132.31 | 1 193.25 |
| 26-28 dicembre 2007    | Campionati giapponesi 2007-2008              | 1 72.92  | 2 132.41 | 1 205.33 |
| 13-16 dicembre 2007    | Finale del Grand Prix 2007–2008              | 6 59.04  | 1 132.55 | 2 191.59 |
| 13-15 novembre 2007    | Trophée Eric Bompard 2007                    | 1 56.90  | 1 122.90 | 1 179.80 |
| 1º-4 novembre 2007     | Skate Canada 2007                            | 3 58.08  | 1 119.58 | 1 177.66 |
| stagione 2006–2007     |                                              |          |          |          |
| Data                   | Evento                                       | PC       | PL       | Totale   |
| 19–25 marzo 2007       | Campionati mondiali 2007                     | 5 61.32  | 1 133.13 | 2 194.45 |
| 27–29 dicembre 2006    | Campionati giapponesi 2006-2007              | 1 71.14  | 1 140.62 | 1 211.76 |
| 14–17 dicembre 2006    | Finale del Grand Prix 2006–2007              | 1 69.34  | 4 103.18 | 2 172.52 |
| 30–3 dicembre 2006     | NHK Trophy 2006                              | 1 69.50  | 1 130.02 | 1 199.52 |
| 26–29 ottobre 2006     | Skate America 2006                           | 1 68.84  | 4 102.39 | 3 171.23 |

- PC = Programma corto; PL = Programma libero

### Risultati fino al 2006
| stagione 2005–2006          |                                    |           |          |         |          |          |
| Data                        | Evento                             | Categoria | TQ       | PC      | PL       | Totale   |
| 6–12 marzo 2006             | Campionati mondiali juniores 2006  | Junior    | 1 113.58 | 2 56.10 | 2 97.25  | 2 153.35 |
| 23–25 dicembre 2005         | Campionati giapponesi 2005-2006    | Senior    | –        | 3 66.64 | 3 121.46 | 2 188.10 |
| 16–18 dicembre 2005         | Finale del Grand Prix 2005–2006    | Senior    | –        | 1 64.38 | 1 125.24 | 1 189.62 |
| 17–20 novembre 2005         | Trophée Eric Bompard 2005          | Senior    | –        | 1 63.96 | 1 118.46 | 1 182.42 |
| 2–6 novembre 2005           | Cup of China 2005                  | Senior    | –        | 2 62.92 | 3 113.68 | 2 176.60 |
| stagione 2004–2005          |                                    |           |          |         |          |          |
| Data                        | Evento                             | Categoria | TQ       | PC      | PL       | Totale   |
| 26 febbraio–3 marzo 2005    | Campionati mondiali juniores 2005  | Junior    | 1 112.32 | 1 60.11 | 1 119.13 | 1 179.24 |
| 24–26 dicembre 2004.        | Campionati giapponesi 2004-2005    | Senior    | –        | 4 60.46 | 2 106.36 | 2 166.82 |
| 2–5 dicembre 2004           | Finale Junior Grand Prix 2004–2005 | Junior    | –        | 1 57.91 | 1 114.92 | 1 172.83 |
| 29 settembre–3 ottobre 2004 | Junior Grand Prix 2004 - Ukraine   | Junior    | –        | 1 56.24 | 1 86.75  | 1 142.99 |
| 9–12 settembre 2004         | Junior Grand Prix 2004 - USA       | Junior    | –        | 1 50.14 | 1 87.88  | 1 138.02 |
| stagione 2003–2004          |                                    |           |          |         |          |          |
| Data                        | Evento                             | Categoria | TQ       | PC      | PL       | Totale   |
| 10-13 marzo 2004            | 2004 Mladost Trophy                | Novice    | –        | 1       | 1        | 1        |
| 2-5 dicembre 2003           | Helena Pajovic Cup 2003            | Novice    | –        | 2       | 1        | 1        |

- TQ = Turno di qualificazione; PC = Programma corto; PL = Programma libero